# Józsefszállás
Józsefszállás románul: Iosif, falu Romániában, a Bánságban, Temes megyében.

## Fekvése
Liebling mellett fekvő település.

## Története
Józsefszállás korábban Liebling, azt megelőzően pedig Széphely része volt, és 1956-ban 442 lakossal vált külön településsé.
1966-ban 429 lakosából 367 magyar, 53 román, volt. 1992-ben 283 lakosa volt, melyből 150 román, 122 magyar volt.
A 2002-es népszámláláskor 340 lakosából 214 román, 109 magyar volt.